# Paterwa (Dhanusa)
Paterwa (nep. पटेर्वा) – gaun wikas samiti w środkowej części Nepalu w strefie Dźanakpur w dystrykcie Dhanusa. Według nepalskiego spisu powszechnego z 2011 roku liczył on 829 gospodarstw domowych i 4941 mieszkańców (2492 kobiety i 2449 mężczyzn).